# Živijó
Živijó je popěvek, který se pronáší před přípitkem jako blahopřání tomu, kdo slaví narozeniny. Do češtiny (a také slovenštiny) se dostal ze srbochorvatštiny již během 19. století.

## Text
| „ | Živijó, živijó, živijó, živijó. Mnoga ljeta, mnoga ljeta, mnoga ljeta, živijó, mnoga ljeta, mnoga ljeta, mnoga ljeta, živijó! Živijó, živijó, živijó. Mnoga ljeta, zdravi byli, mnogaljeta, živijó. Mnogaljeta zdravi žili, mnogaljeta, živijó, živijó, živijó, živijó. | “ |